# 楊萬里 (萬曆進士)
楊萬里（1583年—？），字自邇、孟图，南直隶松江府上海县人，是一名明朝政治人物。

## 生平
萬曆二十八年（1600年）庚子科应天府鄉試举人，三十五年丁未科进士，初授馀姚县知县，调钱塘县，行取考选湖广道御史，道卒。主要事蹟為繼築西湖小瀛洲，完成堤島之間的格局。

## 其他
日本小說《銀河英雄傳說》中，男主角楊威利取自楊萬里。

## 家族
曾祖杨廷玉。祖父杨起凤，府照磨。父杨交临。母萬氏。具庆下。兄萬立。弟萬鍾、萬言、萬祚。